# Florence Bore
Florence Chepngetich Koskey Bore, née le 1er janvier 1972 , est une femme politique kényane du parti Alliance démocratique unie (en) et  secrétaire au cabinet du ministère du Travail et de la Protection sociale, de 2022 au 11 juillet 2024.

## Biographie

### Éducation
Née le  1er janvier 1972 à Kericho, Florence décroche son certificat d'études primaires dans sa région natale, en 1983, avant de terminer ses études secondaires à Kipsigis Girls School, en 1992. Elle s'inscrit, par la suite, à Kagumo Teachers Training College où elle obtient un diplôme  en éducation, en 1992, puis en 2013, elle s'offre un baccalauréat en sciences de l'éducation.

### Parcours professionnel et politique
D'enseignante, elle devient directrice de la société de développement géothermique, Geothermal Development Company avant de briguer un poste électif, celui de député de la circonscription de Kericho aux élections générales kenyanes de 2017.
En septembre 2022, elle est promue secrétaire au cabinet du ministère du Travail et de la Protection sociale avant d'être démise de son poste, 11 juillet 2024, quand le président  William Ruto limoge la quasi-totalité de son gouvernement,.